# Filip Štojdl
Filip Michael Štojdl (ur. 1 września 1975 w Podbořanach) – czeski duchowny protestancki i fotograf, w latach 2012–2023 biskup diecezji pilzneńskiej Czechosłowackiego Kościoła Husyckiego.

## Życiorys
W 1995 roku rozpoczął studia teologiczne na Uniwersytecie Karola. W 2000 roku uzyskał tytuł magistra teologii.
W 1998 roku został diakonem Czechosłowackiego Kościoła Husyckiego, a w 2001 przyjął święcenia kapłańskie. Pracował w diecezjalnych i kościelnych komisjach dyscyplinarnych. 21 kwietnia 2012 wybrany został na biskupa diecezji pilzneńskiej CČSH. W marcu 2023 roku ogłosił rezygnację z funkcji biskupa.

## Życie prywatne
Ma żonę Miladę i dwójkę dzieci – Eliškę i Jakuba Jana. 

## Publikacje
- Když přicházejí andělé. Pilzno: Plzeňská diecéze Církve československé husitské, 2017. ISBN 978-80-906526-1-3. Brak numerów stron w książce
- S Marií na poušti : hříšník na prahu krize středního věku. Pilzno: Institut Plzeňské diecéze Církve československé husitské, 2020. ISBN 978-80-270-7562-1. Brak numerów stron w książce